# Inneboende brist
Inneboende brist (originaltitel: Inherent Vice) är en roman av den amerikanske författaren Thomas Pynchon utgiven 2009. Titeln, Inherent Vice, anspelar på en juridisk term som betyder ungefär "dold skada" eller "dold last". Romanen är filmatiserad av Paul Thomas Anderson med samma titel (Inherent Vice, 2014).

## Handling
Romanen anknyter till noirdeckaren och utspelar sig i slutet av 1960-talet i Los Angeles. Huvudperson är privatdetektiven Larry "Doc" Sportello. Handlingen börjar med att han uppsöks av sin före detta flickvän Shasta Fay Hepworth som berättar att det finns en plan på att kidnappa hennes älskare, byggmogulen Mickey Wolfmann. När denne  mycket riktigt också försvinner och Doc börjar undersöka saken blir han indragen i en förvirrande värld av drogade hippies, paranoida poliser och mystiska konspirationer.

## Mottagande
Inneboende brist fick ett positivt mottagande av flera kritiker, men beskrevs som ett av Pynchons lättviktigaste verk. I en recension i New York Times skrev Michiko Kakutani att det är "En enkel hårdkokt deckarhistoria där sympatiska knarkare ställs mot Los Angeles poliskår och dess antisubversiva agenter, en roman där paranoian är av mindre politisk och metafysisk art än sidoeffekten av att röka för mycket gräs".